# Heeresgruppe B
Gruppo d'armate B (tedesco: Heeresgruppe B) è stata la denominazione di tre distinte unità strategiche dell'esercito tedesco, operanti durante la seconda guerra mondiale sia sul fronte occidentale che su quello orientale.
Il primo Gruppo d'armate B fu costituito nell'ambito della preparazione della Campagna di Francia del 1940, che avrebbe portato alla sconfitta e alla resa dell'esercito francese. A quest'unità spettò un ruolo secondario nell'esecuzione del piano d'attacco tedesco, il cosiddetto "colpo di falce" (tedesco: sichelschnitt). Mentre il Gruppo d'armate A avrebbe attraversato le Ardenne per poi penetrare rapidamente in profondità verso la Manica, il Gruppo d'armate B avrebbe dovuto occupare Paesi Bassi e Belgio, scontrandosi frontalmente contro il grosso delle forze alleate.
Un secondo Gruppo d'armate B fu costituito nel luglio 1942 sul fronte orientale; lo scopo di questa nuova unità era quello di marciare verso le sponde del Volga e occupare la città di Stalingrado. L'offensiva sovietica del novembre 1942 colpì duramente i fianchi del gruppo d'armate, portando all'isolamento della 6. Armee di Friedrich Paulus e mandando in crisi il settore meridionale del fronte tedesco.
L'ultimo Gruppo d'armate B fu costituito sul finire del 1943 per poter essere impegnato sul fronte occidentale. Quest'ultima unità combatté fino a quando gli eserciti Alleati non la costrinsero alla resa dopo averla circondata nella sacca della Ruhr.

## La Campagna di Francia
Secondo le intenzioni del piano d'attacco originariamente predisposto dallo Stato Maggiore dell'Esercito tedesco (OKH) e per lo più ispirato al vecchio Piano Schlieffen, il Gruppo d'armate B, sotto il comando del generale Fedor von Bock, avrebbe dovuto rappresentare l'unità decisiva nello scontro con gli anglo-francesi. La prima versione del piano Fall Gelb, difatti, prevedeva che il Gruppo d'armate B invadesse Belgio e Paesi Bassi, per poi dirigersi a sud lungo la Manica, fino alla Normandia, e di lì a Parigi. Per questo motivo, la massa delle unità corazzate e motorizzate tedesche avrebbe dovuto essere assegnata a quest'unità.
Quando tuttavia il comando tedesco fu costretto, a causa dell'accidentale cattura dei piani di invasione da parte del nemico, a rivedere le proprie strategie, i generali della nuova generazione (principalmente Erich von Manstein e Heinz Guderian) riuscirono a convincere Hitler e l'OKH a sovvertire il piano operativo. Il nuovo piano tedesco prevedeva che il centro di gravità dell'attacco ruotasse attorno al Gruppo d'armate A, il quale, dopo aver sfondato le linee francesi a sud delle Ardenne, avrebbe dovuto infiltrarsi rapidamente alle spalle degli Alleati e accerchiarli nel Passo di Calais: era il cosiddetto "colpo di falce" o Sichelschnitt.
In base a tali nuove disposizioni, l'attacco attraverso Paesi Bassi e Belgio del Gruppo d'armate B aveva adesso principalmente un valore diversivo: il suo scopo principale era diventato quello di attirare il grosso delle forze anglo-francesi nella trappola predisposta dal "colpo di falce". Per tale motivo, il Gruppo d'armate B ottenne solo una parte minima delle unità corazzate disponibili: mentre il Gruppo d'armate A avrebbe avuto a disposizione 1.753 carri armati, agli ordini di von Bock ne sarebbero rimasti solo 808.
Ciononostante, alcune tra le operazioni principali e più spettacolari della Campagna di Francia del maggio 1940 furono effettuate dagli uomini del Gruppo d'armate B. In particolare, tra le unità al comando di Fedor von Bock, si segnalarono i reparti di paracadutisti di Kurt Student, il cui utilizzo venne sperimentato per la prima volta su vasta scala proprio in questa occasione. Il loro contributo fu indispensabile per catturare i ponti sulla Mosa, la città olandese di Rotterdam e il forte, fino allora ritenuto inespugnabile, di Eben Emael.
La vittoria nella realizzazione del "colpo di falce" galvanizzò molto le truppe tedesche, che si lanciarono così nella seconda fase dell'offensiva contro la Francia.
Il Gruppo d'armate B continuò ad operare sull'ala sinistra del dispositivo d'attacco tedesco, muovendosi dalla Somme verso Parigi. Per realizzare il difficile compito di conquistare la capitale francese, la Panzergruppe von Klesit (unità in cui era stato concentrato il grosso delle forze corazzate tedesche) venne assegnata al Gruppo d'armate B.
Il fronte francese iniziò così a crollare rapidamente sotto il peso dell'attacco tedesco: già il 9 giugno gli attaccanti avevano attraversato la Senna ed entro il 12 giugno avevano costituito ampie teste di ponte oltre questo fiume e l'Oise, dalle quali minacciavano ormai Parigi da vicino. Il 14 giugno le truppe del Gruppo d'armate B marciarono su una Parigi già evacuata dai reparti francesi.

## Fronte orientale
Il secondo Gruppo d'armate B fu costituito nel luglio 1942, sul fianco meridionale del fronte orientale. Al termine della prima fase dell'offensiva tedesca in quel settore, Hitler decise di dividere le unità del Gruppo d'armate Sud in due tronconi: il Gruppo d'armate A si sarebbe spinto verso sud, alla conquista del Caucaso e dei suoi preziosi pozzi di petrolio; il Gruppo d'armate B, agli ordini del generale Maximilian von Weichs, avrebbe rilanciato l'offensiva verso il Volga, con l'obiettivo di occupare Stalingrado.
Nonostante la posizione del Gruppo d'armate B fosse tatticamente poco equilibrata (il tratto di fronte di sua competenza diventava sempre più esteso), Hitler e i vertici della Wehrmacht permisero che le truppe di Maximilian von Weichs perseverassero nella loro corsa verso Stalingrado. Era convincimento diffuso nei vertici politici e militari tedeschi, infatti, che le risorse dell'Armata Rossa, ancora efficaci in fase difensiva, non fossero assolutamente in grado di organizzare e condurre una controffensiva di ampiezza strategica.
I vertici del Gruppo d'armate B ritennero che le difficoltà maggiori per la 6. Armee durante il suo assalto invernale a Stalingrado sarebbero state principalmente di natura logistica, piuttosto che operativa. Per questo lasciarono che a proteggere i fianchi di quest'unità fossero schierate unità alleate (italiane e romene), assai meno efficienti delle divisioni tedesche.
Quando i sovietici lanciarono la loro grande offensiva, riuscirono a sorprendere i tedeschi, realizzando così un grandissimo successo militare, frutto di una scrupolosa preparazione da un punto di vista strategico e tattico. La 6. Armee fu assediata e sconfitta a Stalingrado, mentre le linee di difesa del resto del Gruppo d'armate B furono gravemente scosse dal colpo sovietico.
Il 13 febbraio 1943 anche questo nuovo Gruppo d'armate B venne sciolto. Ciò che rimaneva di quest'unità andò a ricostituire (assieme agli elementi del Gruppo d'armate Don) il Gruppo d'armate Sud.

## Italia
Un nuovo Gruppo d'armate B, al comando del feldmaresciallo Erwin Rommel, avrebbe dovuto costituirsi a metà del 1943, per presidiare le coste balcaniche da un possibile attacco. Dopo lo sbarco alleato in Sicilia, però, lo Stato Maggiore generale tedesco (OKW) preferì stabilire lo staff di questo nuovo gruppo d'armate nel nord dell'Italia, per far fronte a possibili difficoltà in quel teatro.
L'efficace resistenza organizzata nel sud della penisola italiana dal feldmaresciallo Albert Kesselring e le crescenti preoccupazioni tedesche legate a uno sbarco alleato in Francia portarono, il 21 novembre 1943, l'OKW a riconsiderare la dislocazione del Gruppo d'armate B. La difesa del suolo italiano fu affidata esclusivamente al nuovo Gruppo d'armate C, agli ordini di Albert Kesselring, mentre lo stato maggiore del Gruppo d'armate B fu trasferito nel nord della Francia per far fronte alle nuove minacce.

## Fronte occidentale
Al Gruppo d'armate B fu sostanzialmente affidata la difesa delle coste settentrionali francesi. Rommel impegnò a fondo tutti gli uomini sotto il suo comando nel rafforzamento delle difese costiere, su cui il feldmaresciallo faceva profondo affidamento. Tuttavia, a causa delle indecisioni di Hitler, non riuscì a mettere in pratica l'elemento fondamentale del suo piano di difesa, ossia un massiccio contrattacco corazzato sulle spiagge subito dopo lo sbarco alleato: il Führer infatti non volle assegnare al Gruppo d'armate B il comando dell'intera riserva corazzata del fronte (la Panzergruppe West), privando così Rommel della massa necessaria per un contrattacco in grande stile.
Quando il 6 giugno 1944 iniziarono le operazioni di sbarco alleate in Normandia (operazione Overlord), le truppe tedesche, in primis la 352º e la 716º Infanterie-Division, impegnarono a lungo gli angloamericani, tanto da far raggiungere loro l'obiettivo di Caen, in previsione di occupare in poche ore dopo lo sbarco, solo alla fine del mese di luglio.

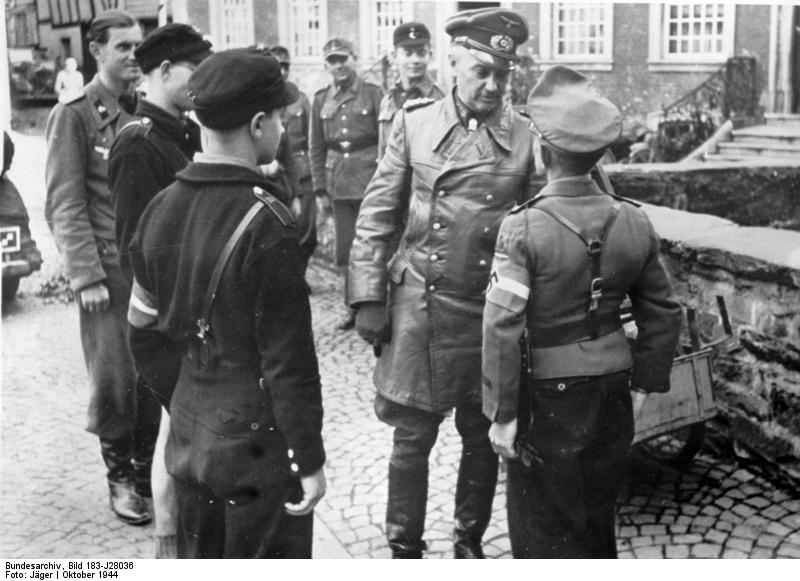
Il feldmaresciallo Walter Model, qui insieme ad alcuni giovani della Gioventù hitleriana, ultimo comandante dell'Heeresgruppe B

L'evidente superiorità tattica e operativa alleata, però, portò inevitabilmente al consolidamento di un'ampia testa di ponte in Normandia, dalla quale gli Alleati iniziarono a preparare un ulteriore sfondamento delle linee tedesche. A metà di agosto del 1944, le unità corazzate del Gruppo d'armate B, al cui comando si trovava dal 17 luglio il feldmaresciallo Günther von Kluge, lanciarono un ultimo disperato attacco contro la testa di ponte; il fallimento di quest'offensiva indebolì molto le unità tedesche, che furono poi ulteriormente colpite nel corso della battaglia della Sacca di Falaise.
Il Gruppo d'armate B, a quel punto comandato dal feldmaresciallo Walter Model dopo il suicidio di von Kluge, iniziò un rapido ripiegamento verso il cosiddetto Vallo Occidentale. L'abilità difensiva di Model contribuì a rallentare le forze nemiche durante l'operazione Market Garden, stabilizzando per qualche tempo il fronte occidentale.
Dopo il fallimento dell'offensiva delle Ardenne della fine del 1944, gli Alleati ripresero saldamente in mano l'iniziativa. Gli americani e gli inglesi lanciarono dapprima un'offensiva verso il Reno (operazioni Grenade e Lumberjack), poi circondarono le truppe del Gruppo d'armate B con un attacco a tenaglia nella cosiddetta Sacca della Ruhr. Il feldmaresciallo Model dapprima ordinò un'accanita resistenza, respingendo diverse proposte di capitolazione; poi, resosi conto della disperata situazione, ordinò ai suoi uomini di cessare i combattimenti nella sacca della Ruhr e sciolse il gruppo di armate. Oltre 300.000 soldati e 30 generali tedeschi furono così fatti prigionieri degli Alleati.
Prima di arrendersi, Model chiese al suo Capo di stato maggiore: "Secondo lei abbiamo fatto tutto il possibile per giustificare il nostro comportamento agli occhi della storia? C'è dell'altro da fare?". Poi dopo un breve momento di silenzio aggiunse: "In passato i condottieri si avvelenavano". Il 21 aprile 1945 seguì il loro esempio.

## Linea di comando

### Comandante in capo
- 3 ottobre 1939 - 22 giugno 1941, Generalfeldmarschall Fedor von Bock
- 15 luglio 1942 - 13 febbraio 1943, Generalfeldmarschall Maximilian von Weichs
- 10 luglio 1943 - 17 luglio 1944, Generalfeldmarschall Erwin Rommel
- 17 luglio - 15 agosto 1944, Generalfeldmarschall Günther von Kluge
- 15 agosto - 17 agosto 1944, SS-Oberstgruppenführer Paul Hausser
- 17 agosto 1944 - 17 aprile 1945, Generalfeldmarschall Walther Model

### Capo di Stato Maggiore
- 3 ottobre 1939 - 9 maggio 1941, General der Infanterie Hans von Salmuth
- 20 maggio - 22 giugno 1941, Generalmajor Hans von Greiffenberg
- 15 luglio 1942 - 13 febbraio 1943, General der Infanterie Georg von Sodenstern
- 10 luglio 1943 - 15 aprile 1944, Generalleutnant Alfred Gause
- 15 aprile - 5 settembre 1944, Generalleutnant Hans Speidel
- 5 settembre 1944 - 17 febbraio 1945, General der Infanterie Hans Krebs
- 20 febbraio - 17 aprile 1945, Generalmajor Carl Wagener

## Teatri operativi e Armate
| Periodo        | Teatro operativo    | Armate |
| novembre 1939  | Campagna di Francia | 4. Armee 6. Armee 18. Armee                                                                                        |
| maggio 1940    | Campagna di Francia | 6. Armee 18. Armee                                                                                                 |
| giugno 1940    | Campagna di Francia | 6. Armee 18. Armee 4. Armee Panzergruppe Kleist                                                                    |
| luglio 1942    | Fronte orientale    | 2. Armee 6. Armee 4. Panzerarmee XXIX. Armeekorps 2. ungarische Armee 8. Italienische Armee                        |
| ottobre 1942   | Fronte orientale    | 2. Armee 4. Panzerarmee 2. ungarische Armee 8. Italienische Armee 3. rumänische Armee 4. rumänische Armee          |
| novembre 1942  | Fronte orientale    | 2. Armee 6. Armee 4. Panzerarmee 2. ungarische Armee 8. Italienische Armee 3. rumänische Armee 4. rumänische Armee |
| dicembre 1942  | Fronte orientale    | 2. Armata 2. ungarische Armee 8. Italienische Armee                                                                |
| settembre 1943 | Nord Italia         | LI. Gebirgskorps LXXXXVII. Armeekorps II. SS-Panzerkorps                                                           |
| maggio 1944    | Fronte occidentale  | 7. Armee 15. Armee Wehrmachtbefehlshaber Niederlande                                                               |
| agosto 1944    | Fronte occidentale  | 1. Armee 7. Armee 15. Armee 5. Panzerarmee Wehrmachtbefehlshaber Niederlande                                       |
| settembre 1944 | Fronte occidentale  | 1. Fallschirmarmee 7. Armee 15. Armee                                                                              |
| gennaio 1945   | Fronte occidentale  | 7. Armee 15. Armee 5. Panzerarmee 6. Panzerarmee                                                                   |
| febbraio 1945  | Fronte occidentale  | 7. Armee 15. Armee 5. Panzerarmee                                                                                  |
| aprile 1945    | Fronte occidentale  | 15. Armee 5. Panzerarmee Armee-Abteilung von Lüttwitz                                                              |